# Hypena diakonoffi
Hypena diakonoffi är en fjärilsart som beskrevs av Pierre E.L. Viette 1976. Hypena diakonoffi ingår i släktet Hypena och familjen nattflyn. Inga underarter finns listade i Catalogue of Life.